# Serge Lafaurie
Pour les articles homonymes, voir Lafaurie.
Serge Lafaurie est un journaliste français de gauche, né le 18 avril 1928 au Havre et mort le 13 novembre 2013 à Paris,.

## Biographie
Serge Lafaurie est issu d’un milieu appartenant à la bourgeoisie protestante du Havre. En 1940, il s'installe avec sa famille à Paris, qu'il ne quittera plus.
Il fait ses premiers pas dans le journalisme au sein de l’hebdomadaire protestant Réforme à partir de 1949. Il le quitte en 1953 pour rentrer à L'Express où il se lie d’amitié avec Jean Daniel, André Gorz et K.S. Karol. Neveu de Jacques-Laurent Bost, il s’inscrit alors dans le courant sartrien. Pendant la guerre d'Algérie, il sera l'un des signataires du Manifeste des 121.
Mais si son anticolonialisme s’accorde avec la ligne de L'Express jusqu’à la fin de la Guerre d'Algérie, la nouvelle formule que souhaite lancer Jean-Jacques Servan-Schreiber en 1964 le conduit au départ. Il participe alors, avec Jean Daniel et Claude Perdriel, aux négociations engagées avec l'équipe de "France Observateur" pour le lancement d'un nouvel hebdomadaire.
En novembre 1964, il intègre le Nouvel Observateur avec le titre de rédacteur en chef, au côté d'Hector de Galard avec qui il se liera d'une amitié durable. En 1985, il devient directeur de la rédaction au côté de Franz-Olivier Giesbert, et continuera de partager ce titre avec Laurent Joffrin, puis avec Bernard Guetta, puis à nouveau avec Laurent Joffrin, jusqu'au départ de celui-ci, en novembre 2006.